# Barger-Compascuum
Barger-Compascuum est un village néerlandais du sud-est de la province de Drenthe. Il est situé à environ 6 km au sud-est d'Emmen. Au 1er janvier 2004, Barger-Compascuum compte 1 480 habitants. Le village englobe également le hameau de Klazienaveen-Noord.

## Histoire
Ce village fait partie des villages fondés dans les marais et tourbières exploités et défrichés de l'est de la province de Drenthe. Dans cette région était situé le marais de Bourtange, d'une superficie d'environ 50 000 hectares, où la frontière entre l'Allemagne et les Pays-Bas était incertaine et souvent disputée.
Le terme compascuum (du latin com - ensemble, en commun et pascere - paître) indique les terres communes pour y faire paître le bétail. Ce terme remonte à un différend entre les provinces de Drenthe et de Groningue sur le tracé de la frontière les séparant. Le stathouder Ernest-Casimir décida en 1615 que ces terres seraient communes aux deux provinces. Le nom de village voisin d'Emmer-Compascuum y réfère également. Ce n'est qu'en 1817, que ces terres sont définitivement attribuées à la province de Drenthe.
À partir de 1861, les premiers colons s'établirent à Barger-Compascuum. En 1873, le village fut érigé en paroisse, après avoir appartenu à la paroisse catholique de Erica, et en 1874, une première église en bois fut construite. Cette église a été remplacée en 1924 par une église en briques, dessinée par Joseph Cuypers.

## Source
- (nl) Cet article est partiellement ou en totalité issu de l’article de Wikipédia en néerlandais intitulé « Barger-Compascuum » (voir la liste des auteurs).